# Saint-Symphorien-le-Valois
Saint-Symphorien-le-Valois är en kommun i departementet Manche i regionen Normandie i norra Frankrike. Kommunen ligger i kantonen La Haye-du-Puits som tillhör arrondissementet Coutances. År 2018 hade Saint-Symphorien-le-Valois 816 invånare.

## Befolkningsutveckling
Antalet invånare i kommunen Saint-Symphorien-le-Valois
| Referens: INSEE |